# 갈퀴

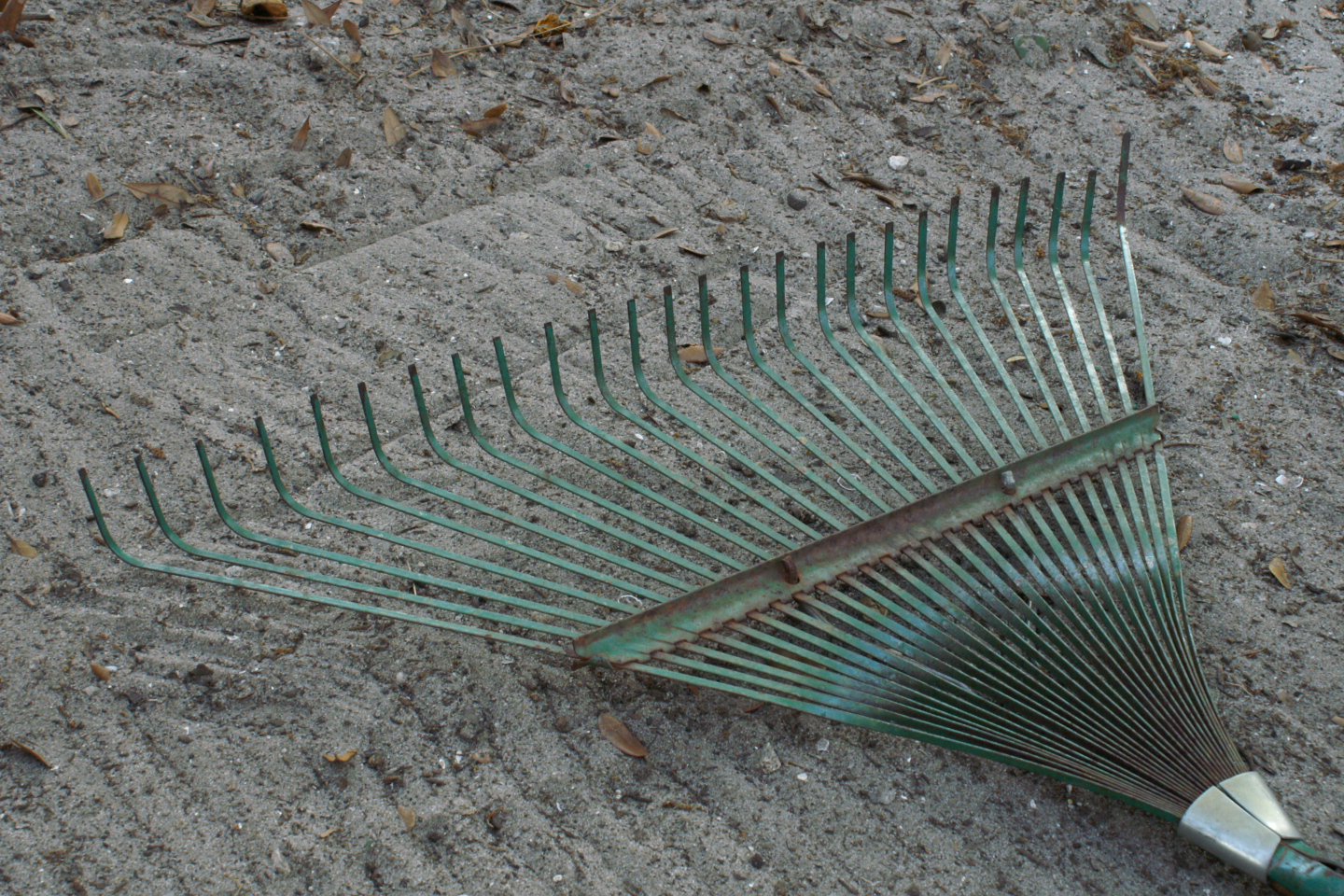
갈퀴

갈퀴는 검불 또는 곡식 등을 긁어모으는 데 쓰는 도구이다. 10~20개 정도의 대쪽이나 철사 등을 부챗살 모양으로 펼치고 중간에 가로로 나무를 얽어 만든다.

## 같이 보기
- 폭기
- 흙

## 참고 문헌
- 이 문서에는 다음커뮤니케이션(현 카카오)에서 GFDL 또는 CC-SA 라이선스로 배포한 글로벌 세계대백과사전의 내용을 기초로 작성된 글이 포함되어 있습니다.